# Bonnevaux-le-Prieuré
Bonnevaux-le-Prieuré là một xã của tỉnh Doubs, thuộc vùng Bourgogne-Franche-Comté, miền đông nước Pháp.